# Barrios Mágicos del Estado de México
Los Barrios Mágicos del Estado de México son áreas urbanizadas turísticas en Estado de México. Con la misma dinámica utilizada por los Barrios Mágicos de Ciudad de México, el programa fue introducido y nombrado en el territorio mexiquense por primera vez el 25 de junio de 2024. El 4 de julio, el Gobierno del Estado de México reconoció dos localidades de Tlalnepantla de Baz como sus primeros Barrios Mágicos. Finalmente el 27 de septiembre, se oficializó la designación para los dos siguientes lugares de Tlalnepantla:
- Tenayuca
- Santa Cecilia

Al mismo tiempo también se introdujeron dos Pueblos Mágicos más a la entidad, Jilotepec y Otumba.